# Elasmopus antennatus
Elasmopus antennatus is een vlokreeftensoort uit de familie van de Maeridae. De wetenschappelijke naam van de soort is voor het eerst geldig gepubliceerd in 1913 door Stout.